# Silent Contest
Silent Contest (en chino: 较量无声, traducible al español como Competencia silenciosa) es una película de propaganda china producida por el Centro de Gestión de la Información de la Universidad de Defensa Nacional (administrada por el Ejército Popular de Liberación), que tiene por objeto exponer y explicar la batalla secreta, o conspiración, que Estados Unidos está librando en contra de China. El documental tiene una duración de 92 minutos. Según el tabloide Global Times, controlado por el Partido Comunista Chino, "La película es una exploración de la creencia de que Estados Unidos sigue siendo enemigo de China y nunca ha detenido sus estrategias para occidentalizar y dividir a China". Algunos analistas lo han calificado de "obra maestra" de la propaganda política, mientras que otros lo han calificado de "inquietante", "paranoico", "extraño" o "alarmante".
The Global Times afirmó que la película representaba las opiniones de los académicos militares chinos nacionalistas. Sin embargo, los académicos occidentales discuten esto, argumentando que la película representa con precisión la línea partidista del gobierno chino. La película se entremezcla con una narración que impulsa la explicación de la trama estadounidense. Circuló por primera vez entre los entusiastas militares y los usuarios de Internet en China en octubre de 2013.
Los responsables de la película fueron el comisario político de la Universidad de Defensa Nacional, Liu Yazhou, y su rector Wang Xibin. "Como tal, la película parece ofrecer una visión muy sencilla de la mentalidad de los líderes militares chinos sobre la Guerra Fría, así como de las profundas sospechas de que Estados Unidos interfiere dentro de una de las instituciones más influyentes del sistema político chino", escribió el New York Times. En cambio, el documental explica lo que ha sido una "visión políticamente correcta de las relaciones entre Estados Unidos y China" de larga data. El documental fue narrado por Ren Zhihong, un conocido presentador de la Televisión Central de China.

## Argumento
La tesis central del documental es que Estados Unidos está involucrado en una conspiración global para frenar a China, obstaculizar su desarrollo y, en última instancia, derrocar al Partido Comunista Chino utilizando la doctrina de la "evolución pacífica". 
Entre las supuestas tácticas que Washington busca usar contra China se encuentran los intercambios y comunicaciones entre militares en tiempos de crisis, que los líderes de ambos países han defendido públicamente.
"Tenemos que tomar precauciones y cuidar el más mínimo detalle, y construir una sólida línea de defensa política e ideológica", dice el general Wang Xibin, rector de la Universidad de Defensa Nacional, en el documental.
Hay una serie de herramientas clave que se dice que usa Estados Unidos para llevar a cabo este esquema: infiltración política, infiltración cultural, cambio de opinión pública, infiltración ideológica, infiltración organizacional, injerencia política e infiltración social.
El apoyo occidental a los líderes de las minorías chinas, como el líder espiritual tibetano Dalai Lama y la disidente uigur Rebiya Kadeer, también se señala como problemático.

### Infiltración
El documental comienza refiriéndose a la idea de transgenes, el proceso de modificar un organismo, o tomar parte de un organismo y trasladarlo a otro.
El "transgén" parece no causar daño a la especie objetivo, pero solo usa tecnología genética moderna para introducir una pequeña mejora en esa especie", dice el narrador. "Sin embargo, este pequeño cambio genético, por pequeño que parezca, no solo destruye todas las características de la especie original, sino que también coloca a la nueva especie bajo el control de la entidad que introdujo el cambio".
El documental sostiene que Estados Unidos está intentando llevar a cabo un complot de este tipo contra la República Popular China. "Está claro que en la nueva era, Estados Unidos se ha vuelto más inteligente y más activo en el uso de métodos de infiltración política y cultural y de guerra blanda", dice el documental. "Su 'infiltración cultural y política y sus métodos de guerra blanda' no solo se han convertido en una estrategia principal para que Estados Unidos mantenga su hegemonía, sino también en un arma sigilosa de destrucción masiva que los políticos occidentales utilizan para cambiar el mundo".

### "Occidentalizando" China
De acuerdo al documental, los Estados Unidos y otros países occidentales nunca han abandonado la idea de que ellos desean "occidentalizar" o incluso dividir a China mediante la difusión de propaganda pro-occidental bajo la bandera de la democracia, la libertad y los derechos humanos para tratar en última instancia de reformar el sistema político de China en la línea de los países occidentales.
Se dice que las organizaciones no gubernamentales son una de las herramientas clave utilizadas en esta estrategia. Grupos como la Fundación Ford, el Instituto Republicano Internacional, el Centro Carter y la Asia Society son todos parte de la supuesta trama y "haciendo todo lo posible para acceder a las elecciones de base en nuestro país y brindar diferentes formas de apoyo a la reforma de la gobernancia local". Se dice que las organizaciones son parte de un proyecto para "lavar el cerebro" a China.
La película también apunta a intelectuales y académicos chinos, incluido Mao Yushi, un economista liberal que ha sido galardonado con el Premio Milton Friedman por promover la libertad, He Weifang, un conocido profesor de derecho en la Universidad de Pekín, y Xia Yeliang, un ex profesor universitario que se vio obligado a exiliarse.

### Los "Diez Mandamientos" de la CIA
Varios analistas describieron la sección de la película sobre los "Diez Mandamientos" como lo más destacado. Estos "mandamientos" fueron supuestamente parte del manual de la Agencia Central de Inteligencia sobre cómo tratar con China durante la administración de Bill Clinton. La lista de actividades en las que se dice que participa la CIA incluye:
- "Usar cosas materiales para atraer ... a los jóvenes, animarlos a despreciar a sus líderes y oponerse a lo que les han enseñado"
- "Hacer trabajo de propaganda en medios, incluida la televisión, las películas, los libros y las transmisiones de radio para hacerles desear nuestras cosas, nuestras formas de entretenimiento ..."
- "Dirigir la atención de los jóvenes hacia deportes, libros pornográficos, entretenimiento, juegos, películas sobre crímenes y superstición religiosa"
- "Crear contradicciones y división entre etnias"
- "Crear continuamente noticias para desacreditar a sus líderes"
- "Utilizar todos los recursos para destruir los valores tradicionales de China, exterminar y destruir su amor propio y la confianza en sí mismos, y atacar su espíritu resistente..."[6]

## Reacción
Según la televisora New Tang Dynasty Television, la película provocó contraataques por parte de los internautas chinos. Algunos llamaron al contenido "con muerte cerebral", "ridículo", "absurdo" y una "obra maestra de la comedia". Varias personas consideraron poco convincente la idea de que el conflicto social en China, incluidos fenómenos como el malestar social, la corrupción oficial, las protestas contra los abusos de los derechos humanos, la propagación del cristianismo, etc., pudiera ser el resultado de una conspiración estadounidense, según varios individuos que vieron el documental.
J. Michael Cole, un analista de asuntos chinos y taiwaneses, aunque parece reconocer la fuente oficial de la película, escribió que "debemos considerar el documental como parte del diálogo en curso y la lucha por la influencia que está ocurriendo dentro del PCCh [Partido Comunista], y no como una declaración de política". Añadió que si de hecho era la posición oficial, "las ramificaciones de ese cambio podrían ser de gran alcance". "No solo podrían sufrir los intercambios con Estados Unidos y otras grandes potencias occidentales, sino que un país como Taiwán, que a menudo se promociona como un modelo para China y cuyas crecientes interacciones con el gigante asiático se espera que enciendan la llama de la democratización, también podría sufrir las consecuencias", escribió Cole. "Si la democracia y la sociedad abierta de Taiwán se consideran una importación occidental y parte de un complot liderado por Estados Unidos para socavar a China, el PCCh podría concluir que lo mejor para Taiwán es adelantarse a Taiwán destruyendo su estilo de vida liberal, un proceso que algunos argumentan que ya ha comenzado".
Geoff Wade, miembro visitante del Colegio de Asia y el Pacífico de la Universidad Nacional de Australia, describió el documental como "controvertido" y "muy polémico". "El PLA estuvo íntimamente involucrado en la realización de la película", agregó. Para Wade, parecía ser una reacción al "giro" de Estados Unidos hacia Asia y el intento de Estados Unidos de aumentar el compromiso con la región desde 2011. "Con una gama tan amplia de augustas instituciones nacionales involucradas en la producción de la película, podría sugerirse que los sentimientos más bien extremos expresados en él no se limitan a algunos elementos agresivos del EPL".
Frank Ching, columnista de un periódico de Hong Kong, calificó el documental de "alarmante", mientras que Lau Nai-keung, una figura política de Hong Kong, que escribió en el periódico China Daily, dijo que "envió un mensaje inquietante al mundo".
Wade dijo que muchas de las afirmaciones en el documental también concuerdan con el programa irredentista, revisionista y expansionista más amplio que están llevando a cabo y defendiendo el ejército chino y los órganos de propaganda del Partido Comunista.